# Estación central de Stuttgart

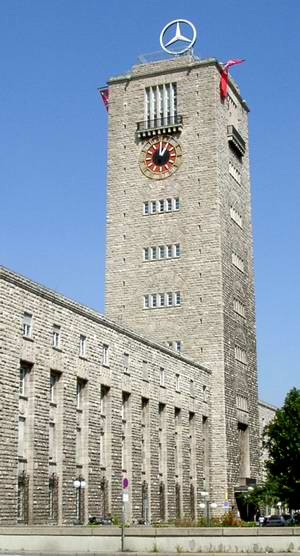
La Estación central de Stuttgart en 2004

La Estación Central de Stuttgart (en alemán Stuttgart Hauptbahnhof) es el mayor centro ferroviario de larga distancia del estado federado alemán de Baden-Wurtemberg y nodo de intercambio con los sistemas de transporte regional y urbano en tren y en buses de Stuttgart (S-Bahn, StadtBahn y buses del SSB y el VVS).

## Edificio
La Estación Central de Stuttgart es un edificio en cemento armado construido entre 1914 y 1928. El edificio tiene una torre de 56 metros de altura, sobre la cual se encuentra un símbolo giratorio de Mercedes Benz. El diseño arquitectónico es autoría de Paul Bonatz.
La entrada principal de la estación da inicio a la más importante calle comercial de la ciudad: la Königstraße. Esta calle se conecta con la estación con el primer sótano, evitando así la interrupción del flujo de tráfico. En 2005, el edificio fue nominado por la UNESCO para ser incluido como Patrimonio de la Humanidad. En la actualidad existe el debate sobre la modernización de la estación, bajo un proyecto llamado Stuttgart 21.

## Historia
La primera estación ferroviaria de Stuttgart inició las operaciones en 1846. Estaba localizada en la Schlosstrasse y tenía apenas 4 andenes. Debido al creciente tráfico ferroviario, el antiguo edificio de madera fue reemplazado en 1867 por uno más moderno con 8 andenes. En 1900 la estación volvió a quedarse pequeña para la demanda. La estación es trasladada a su localización actual Arnulf-Klett-Platz. Existen partes de la fachada y se pueden ver en un edificio de eventos y en el teatro Metropol.
La nueva estación se halla a solo 500 metros de la anterior. El diseño de Paul Bonatz ponía la torre alineada con el eje de la Königstraße. En 1922 entra en servicio la primera parte y en 1928 es inaugurada en su totalidad. Esta nueva estación tiene 17 andenes en superficie. En 1933 la totalidad de los accesos fueron electrificados. 

## Características
Es una estación en 4 niveles. En la superficie llegan los trenes de larga distancia, mientras que en los sótanos se tienen conexiones con el transporte urbano y regional de la ciudad. 

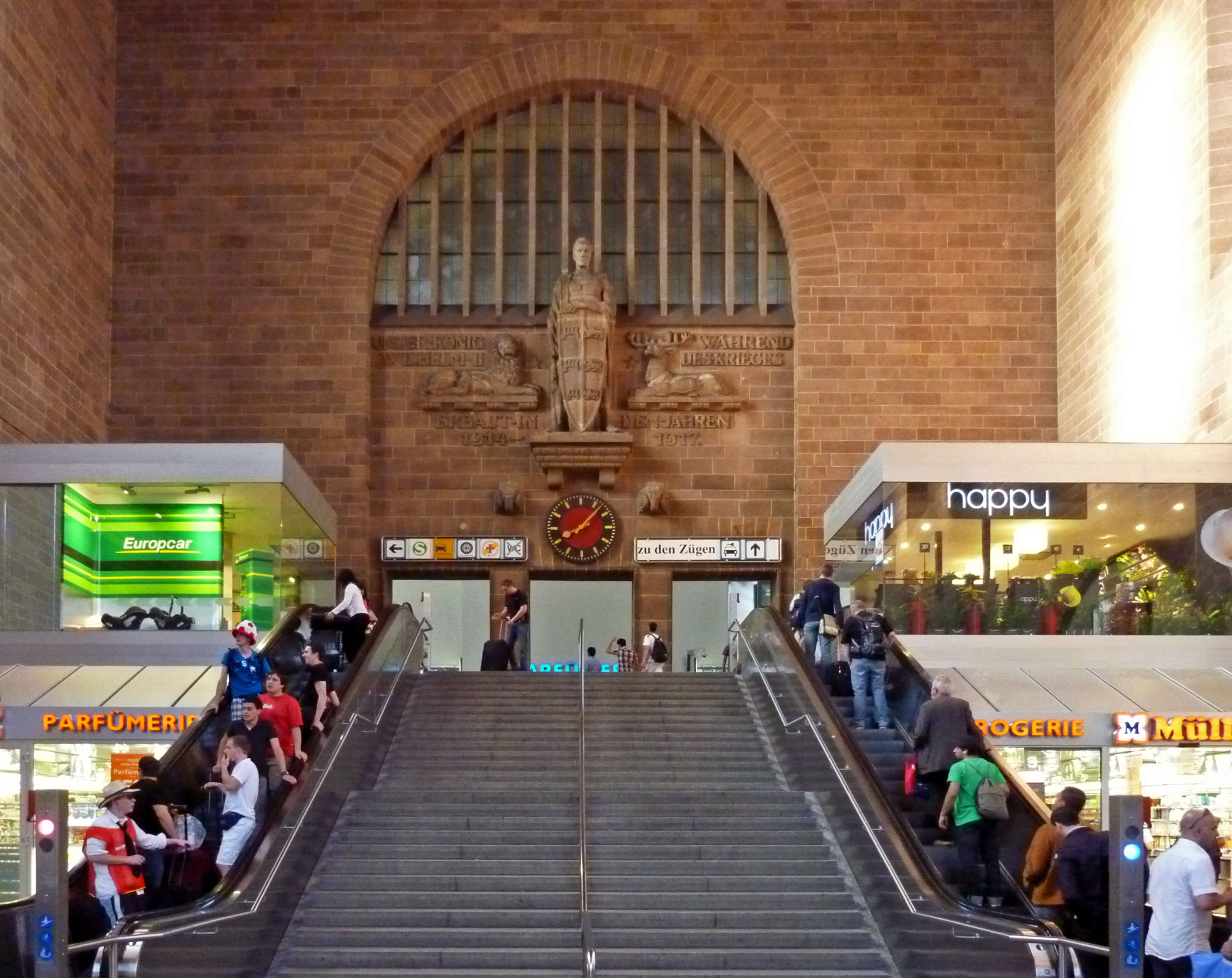
Entrada al hall principal de la estación.

En la superficie está configurada como una estación de término (o en saco) con 17 andenes para trenes regionales y de larga distancia (1 a 16 y 1a). 
En el primer sótano se encuentra un pasaje comercial con locales comerciales, cuartelillo de policía y taquillas para la venta de billetes de la Deutsche Bahn. Tiene el nombre de Klett-Passage y sirve para el intercambio a todos los niveles de la estación. Así mismo permite el ingreso de peatones desde varias cuadras a la redonda, por medio de pasajes subterráneos que convergen en este nivel.
En el segundo sótano se hallan 4 andenes para los trenes del Stadtbahn Stuttgart. Este es, después de la estación Charlotten Platz el punto de mayor convergencia de líneas de este sistema de transporte.
En el tercer sótano están los dos andenes del S-Bahn Stuttgart. En estos dos andenes convergen las 6 líneas de las 7. Entre la Estación Central y la estación Universität el S-bahn es subterráneo. Al igual que los trenes de larga distancia, el S-bahn es operado también por la empresa de trenes alemana Deutsche Bahn.

## Conexiones
La Estación Central de Stuttgart está en el corredor este-oeste París-Budapest. Hacia el este conecta con Múnich y hacia el oeste con Karlsruhe. Hacia el norte tiene un enlace directo con Mannheim y Fráncfort. Hacia el sur existe una conexión poco transitada hacia Tubinga y Constanza.

## Proyecto Stuttgart 21

Esquema del proyecto Stuttgart 21.

Por ser una terminal o en fondo de saco, los trenes interciudades y de alta velocidad requieren mucho tiempo para la parada en Stuttgart. Desde 1994 se ha venido estudiando la renovación de la estación, construyendo 8 andenes subterráneos de paso (no de cabecera) que faciliten la operación. Este proyecto tiene como ventajas la liberación de estación en la superficie, que sería utilizada para la ampliación del parque central y para la construcción de inmuebles.